# Estany Robert
L'estany Robert és un petit estany d'unes 2,6 ha, que actualment s'inunda només temporalment, de forma molt ocasional, en èpoques de fortes pluges. Es troba entre els municipis de Fortià i Riumors a l'Alt Empordà. Presenta la particularitat d'estar a molt baixa alçada, només 5 m sobre el nivell del mar. Es tracta d'un estany conegut des de molt antic i del qual es tenen abundants referències històriques.
Les primeres obres de dessecació de què es té constància es varen realitzar a finals del segle xv i a partir del segle xviii la dessecació va començar a ser més efectiva i sistemàtica. Amb el pas dels anys, l'estany ha estat progressivament dessecat per l'obertura de rases de drenatge, fins pràcticament fer-lo desaparèixer.
Aquest estany formava part d'un conjunt d'estanys situats en una zona compresa entre els rius Muga i Fluvià, situada gairebé a nivell del mar, on existien moltes basses d'aigua, de poca fondària, avui pràcticament desaparegudes.
L'estany Robert es troba envoltat per conreus i la mateixa superfície de l'estany està conreada. S'ha obert una rasa perimetral per dessecar-lo, actualment ocupada per un canyar. Hi ha un petit bosc de ribera al sector NO, seguint la rasa. Existeix una captació d'aigües a l'oest, a menys de 100 m, en un fruiterar, que molt probablement contribueix a la dessecació de l'estany. La modificació de la hidrologia de la zona des de temps històrics, per obertura de rases de drenatge, i l'existència de captacions, són els principals factors que afecten l'espai, d'altra banda, conreat.